# Wilhelm Raabe

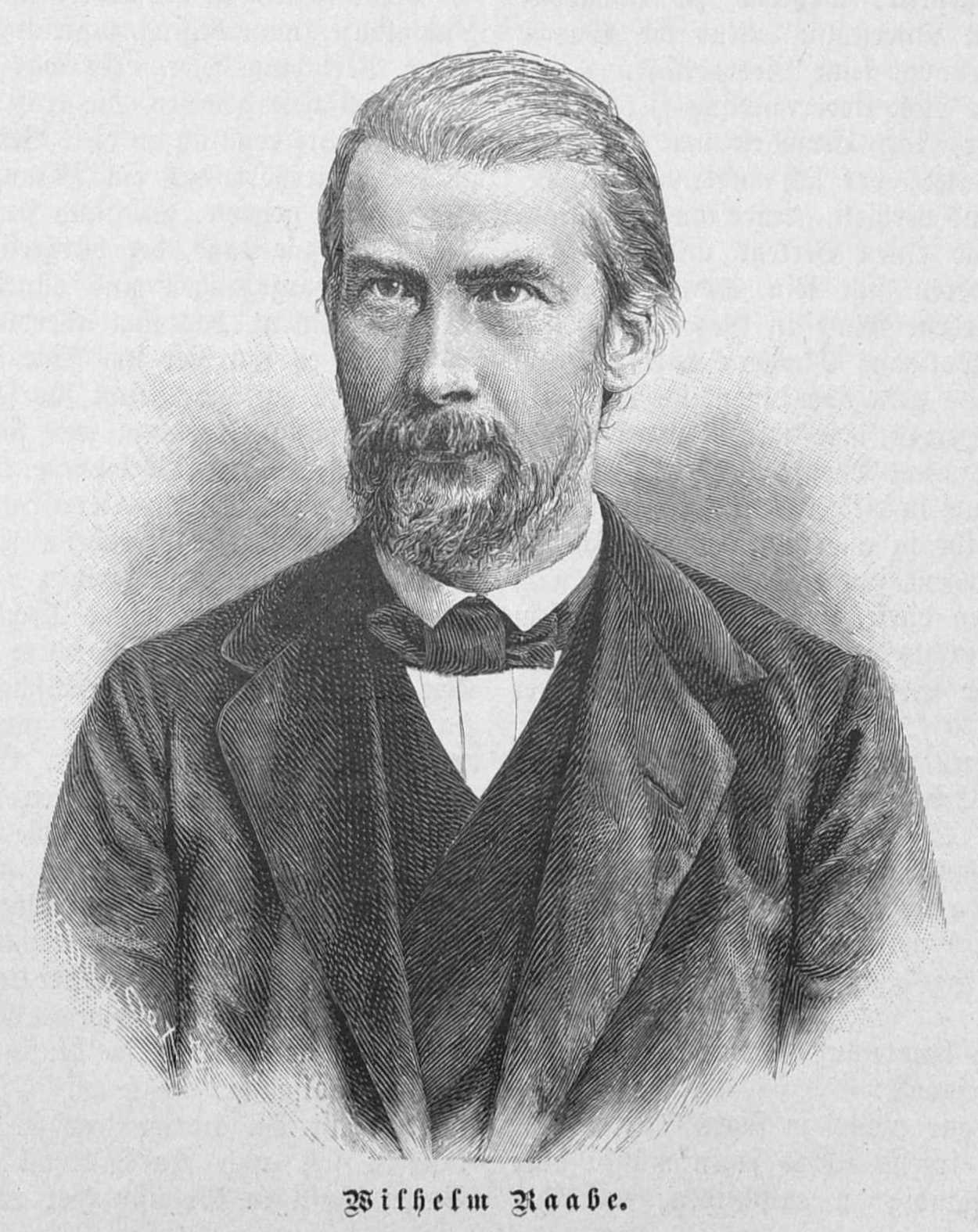
Wilhelm Raabe

Wilhelm Raabe, (používal též pseudonym Jakob Corvinus; 8. září 1831, Eschershausen – 15. listopadu 1910, Braunschweig) byl německý prozaik, přední představitel realismu v německé literatuře.
Studoval v Stadtoldendorfu a na gymnáziu ve Wolfenbüttelu, maturitní zkoušku však nesložil. V roce 1849 odešel do Magdeburk, kde se učil knihkupcem. Od 1854 působil jako svobodný spisovatel.
Proslavil se prvotinou Die Chronik der Sperlingsgasse. Těžiště jeho díla tvoří dvě románové trilogie Der Hungerpastor (česky Hladový pastor) a Abu Telfan.
Čtyřicet let svého života strávil v Braunschweigu, kde také zemřel.

## Výběr z díla
- Seznam děl v Souborném katalogu ČR, jejichž autorem nebo tématem je Wilhelm Raabe

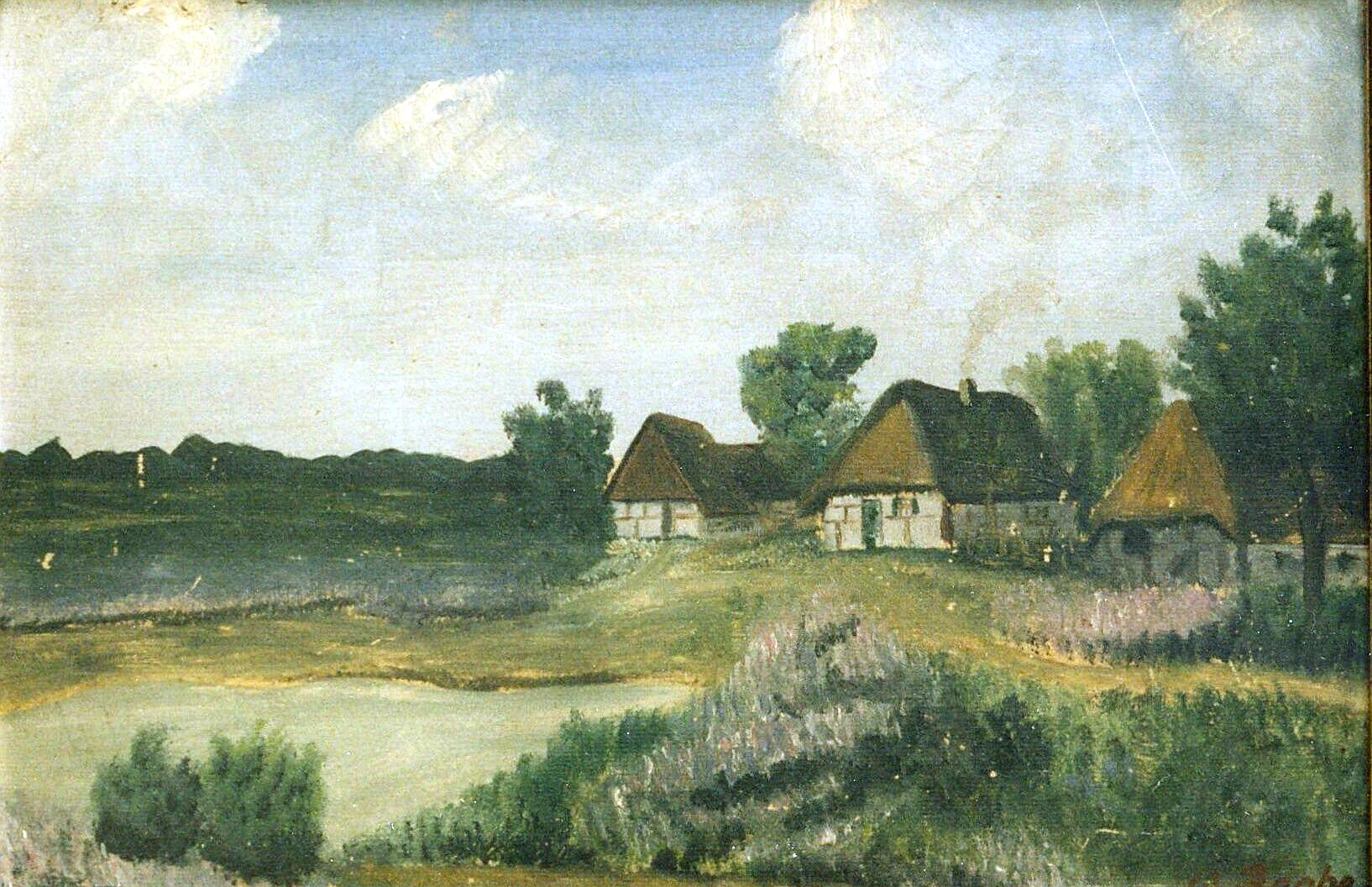
Chata farmáře ve vřesové krajině

- Die Chronik der Sperlingsgasse, 1856
- Ein Frühling, 1857
- Die alte Universität, 1858
- Die Kinder von Finkenrode, 1859
- Die schwarze Galeere, Der heilige Born, Nach dem grossen Kriege, 1861
- Unseres Herrgotts Kanzlei, Verworrenes Leben, 1862
- Die Leute aus dem Walde, Holunderblüte, 1863
- Der Hungerpastor, Roman, 1864
- Drei Federn, 1865
- Ferne Stimmen, 1865[1]
- Die Gänse von Bützow, 1866
- Abu Telfan, 1867
- Der Regenbogen (7 povídek), 1869
- Der Schüdderump, 1870
- Der Dräumling, 1872
- Deutscher Mondschein (4 povídky), Christoph Pechlin, 1873
- Meister Autor, 1874
- Horacker, 1876
- Alte Nester, Wunnigel, 1879
- Deutscher Adel, 1880
- Das Horn von Wanza, 1881
- Fabian und Sebastian, 1882
- Prinzessin Fisch, 1883
- Villa Schönow, Pfisters Mühle, Zum wilden Mann, 1884
- Unruhige Gäste, 1885
- Im alten Eisen, 1887
- Das Odfeld, 1888
- Der Lar, 1889
- Stopfkuchen. Eine See- und Mordgeschichte, 1891
- Gutmanns Reisen, 1892
- Kloster Lugau, 1894
- Die Akten des Vogelsangs, 1896
- Hastenbeck, 1899
- Altershausen, 1902 (uveřejněno v roce 1911)